# Altamira (tiểu vùng)
Altamira là một tiểu vùng thuộc bang Pará, Brasil. Tiều vùng này có diện tích 226196 km², dân số năm 2007 là 225857 người.